# Galium peruvianum
Galium peruvianum är en måreväxtart som beskrevs av Lauramay Tinsley Dempster och Friedrich Ehrendorfer. Galium peruvianum ingår i släktet måror, och familjen måreväxter. Inga underarter finns listade i Catalogue of Life.